# La Vergne
La Vergne és un municipi francès situat al departament del Charente Marítim i a la regió de la Nova Aquitània. L'any 2007 tenia 653 habitants.

## Demografia

### Població
El 2007 la població de fet de La Vergne era de 653 persones. Hi havia 268 famílies de les quals 61 eren unipersonals (26 homes vivint sols i 35 dones vivint soles), 112 parelles sense fills, 86 parelles amb fills i 9 famílies monoparentals amb fills.
La població ha evolucionat segons el següent gràfic:
Habitants censats

### Habitatges
El 2007 hi havia 308 habitatges, 268 eren l'habitatge principal de la família, 23 eren segones residències i 17 estaven desocupats. 302 eren cases i 5 eren apartaments. Dels 268 habitatges principals, 221 estaven ocupats pels seus propietaris, 41 estaven llogats i ocupats pels llogaters i 5 estaven cedits a títol gratuït; 2 tenien una cambra, 10 en tenien dues, 32 en tenien tres, 70 en tenien quatre i 153 en tenien cinc o més. 216 habitatges disposaven pel capbaix d'una plaça de pàrquing. A 110 habitatges hi havia un automòbil i a 137 n'hi havia dos o més.

### Piràmide de població
La piràmide de població per edats i sexe el 2009 era:
| Homes | Edats   | Dones |
| ----- | ------- | ----- |
| 0     | 95 o +  | 0     |
| 0     | 90 a 94 | 0     |
| 8     | 85 a 89 | 4     |
| 0     | 80 a 84 | 4     |
| 0     | 75 a 79 | 8     |
| 28    | 70 a 74 | 4     |
| 36    | 65 a 69 | 20    |
| 12    | 60 a 64 | 20    |
| 4     | 55 a 59 | 8     |
| 20    | 50 a 54 | 16    |
| 52    | 45 a 49 | 32    |
| 24    | 40 a 44 | 24    |
| 16    | 35 a 39 | 12    |
| 12    | 30 a 34 | 12    |
| 8     | 25 a 29 | 24    |
| 8     | 20 a 24 | 16    |
| 28    | 15 a 19 | 24    |
| 24    | 10 a 14 | 16    |
| 8     | 5 a 9   | 24    |
| 12    | 0 a 4   | 4     |

## Economia
El 2007 la població en edat de treballar era de 416 persones, 321 eren actives i 95 eren inactives. De les 321 persones actives 285 estaven ocupades (150 homes i 135 dones) i 36 estaven aturades (18 homes i 18 dones). De les 95 persones inactives 31 estaven jubilades, 29 estaven estudiant i 35 estaven classificades com a «altres inactius».

### Ingressos
El 2009 a La Vergne hi havia 248 unitats fiscals que integraven 594 persones, la mediana anual d'ingressos fiscals per persona era de 17.367 €.

### Activitats econòmiques
Dels 42 establiments que hi havia el 2007, 1 era d'una empresa extractiva, 2 d'empreses alimentàries, 3 d'empreses de fabricació de material elèctric, 4 d'empreses de fabricació d'altres productes industrials, 6 d'empreses de construcció, 8 d'empreses de comerç i reparació d'automòbils, 2 d'empreses de transport, 1 d'una empresa d'hostatgeria i restauració, 1 d'una empresa financera, 3 d'empreses immobiliàries i 11 d'empreses de serveis.
Dels 5 establiments de servei als particulars que hi havia el 2009, 1 era un taller de reparació d'automòbils i de material agrícola, 2 fusteries, 1 empresa de construcció i 1 agència immobiliària.
L'any 2000 a La Vergne hi havia 19 explotacions agrícoles que ocupaven un total de 1.170 hectàrees.

## Equipaments sanitaris i escolars
El 2009 hi havia una escola elemental integrada dins d'un grup escolar amb les comunes properes formant una escola dispersa.

## Poblacions més properes
El següent diagrama mostra les poblacions més properes.